# Opus Eponymous
Albums de Ghost
Infestissumam
(2013)
Singles
1. Elizabeth
Sortie : 1er septembre 2010

Opus Eponymous (Ouvrage Eponyme en latin, parfois stylisé Opvs Eponymovs) est le premier album studio du groupe de heavy metal suédois Ghost, sorti le 18 octobre 2010.

## Développement
Après avoir dévoilé leur premier single auto-produit le 1er septembre 2010, Elizabeth, le groupe signe chez le label britannique Rise Above Records qui les accompagnera tout au long de leur carrière.
L'écriture des chansons remonte à trois ans avant la sortie de l'album, entre 2007 et 2008, alors que le groupe était à peine en train de se former. Néanmoins la toute première chanson fut Stand By Him, qui remonte à 2006, bien avant que le groupe se soit formé. L'auteur principal, A Ghoul Writer, joua un riff de guitare en compagnie des futurs membres de Ghost, qui l'inspira totalement pour la suite de la chanson et la ligne directrice même du groupe :

« Alors que nous étions tous dans d'autres groupes, Ghost est né lorsque j'ai joué un riff aux autres. Je leur ai dit que c'était sûrement le riff le plus heavy metal qui ait jamais existé. Ensuite je leur ai montré le riff d'ouverture de Stand By Him. Quand le refrain m'est venu, il a hanté mes rêves. À chaque fois que je prenais la guitare, je finissais par jouer ces accords, et quand j'ai essayé de poser des mots dessus, tout semblait appeler à des paroles sataniques »

La production de l'album sera faite par Gene Walker et co-produite par Orgone Mastering (aujourd'hui Orgone Studios). L'enregistrement ne durera que quelques semaines et aura lieu dans la ville de provenance du groupe, Linköping, dans un studio d'enregistrement appelé Mayfire Studio : il s'agit d'un petit studio privé crédité chez seulement trois autres groupes de musique, dont les membres font partie de l'entourage direct de Ghost. L'enregistrement fut dirigé par Simon Söderberg. Des enregistrements additionnels seront faits également dans un autre studio professionnel, White Light Studio, sous la direction de Joakim Kärling. De par la petite production de l'album, toutes les pistes des guitares rythmique et soliste furent jouées sur une Gibson SG Standard, ce qui donna selon les guitaristes « une sonorité plus metal traditionnel sur cet album », avec un ampli Orange Thunderverb 50 afin d'obtenir un son plus seventies.
Le mixage ainsi que le mastering se feront à Londres, dans les studios de la société les coproduisant sous la direction de Jaime Gómez Arellano.

## Caractéristiques des chansons
Les chansons Con Clavi Con Dio ainsi que Genesis ont été composées par le groupe comme des valses, mais jouées plus rapidement.
La reprise de Here Comes The Sun des Beatles est un hommage au groupe, dont ils sont de grands fans.

« La plupart des groupes de metal rendent hommage à leur héritage, en ayant besoin de jouer des chansons de groupes dont ils tentent de se rapprocher musicalement. Et ce serait si ennuyant si on commençait à faire du Alice Cooper, du Black Sabbath, du Pentagram, du Candlemass et toutes ces chansons qui sont considérées comme « fondatrices du Doom Rock ». Nous laissons ça aux autres, parce que bien que nous aimons ces groupes, et écoutons leurs albums, nous voulions faire quelque chose d'autre. Nous voulions trouver des chansons que nous pouvions nous approprier. Et les Beatles, j'ai été fan des Beatles bien avant que je ne commence à écouter du hard rock, c'était donc très logique. Nous avons en quelque sorte cherché un angle d'attaque pour mieux renverser la chanson. Et c'est quelque chose qui correspond bien à la recette de Ghost pour les reprises, ce doit être une chanson qui dispose d'une sorte de tendance ironique à être renversée. Et cette chanson semblait simplment nous hurler : « reprise ». »

C'est pourquoi les membres de Ghost ont décidé de quelque peu abandonner le côté sombre de l'album sur cette chanson, quitte à être moins en harmonie avec les autres titres : ils voient même dans cette chanson une nudité, presque une fragilité qu'ils apprécient. C'est avec celle-ci qu'ils débutent leur longue de liste de reprises de tubes du XXe siècle, souvent délibérément décalés à leur image et à leur univers, ce qu'ils trouvent « amusant ».

## Pochette
L'artwork de la pochette, réalisé par l'artiste suédois Basilevs 254 est un clin d’œil à la mini-série d'horreur de 1979 Les Vampires de Salem, inspirée du roman Salem de Stephen King : le vampire en arrière-plan est remplacé par la silhouette de Papa Emeritus, et on voit au premier plan à la place de la Maison Marsten une cathédrale, vraisemblablement la cathédrale de Linköping. Avec cette pochette Ghost se lie pour la première fois à l'univers des films d'horreur, ce qu'ils continueront de faire par la suite à la fois dans leur image et dans leur musique.

## Liste des titres
| 1.    | Deus Culpa        | 1:33 |
| 2.    | Con Clavi Con Dio | 3:33 |
| 3.    | Ritual            | 4:28 |
| 4.    | Elizabeth         | 4:01 |
| 5.    | Stand By Him      | 3:56 |
| 6.    | Satan Prayer      | 4:38 |
| 7.    | Death Knell       | 4:36 |
| 8.    | Prime Mover       | 3:53 |
| 9.    | Genesis           | 4:12 |
| 34:50 |                   |      |

| Titre bonus de l'édition japonaise | Titre bonus de l'édition japonaise       | Titre bonus de l'édition japonaise | Titre bonus de l'édition japonaise | Titre bonus de l'édition japonaise | Titre bonus de l'édition japonaise | Titre bonus de l'édition japonaise | Titre bonus de l'édition japonaise | Titre bonus de l'édition japonaise | Titre bonus de l'édition japonaise |
| No                                 | Titre                                    | Durée                              |                                    |                                    |                                    |                                    |                                    |                                    |                                    |
| ---------------------------------- | ---------------------------------------- | ---------------------------------- | ---------------------------------- | ---------------------------------- | ---------------------------------- | ---------------------------------- | ---------------------------------- | ---------------------------------- | ---------------------------------- |
| 10.                                | Here Comes The Sun (Reprise des Beatles) | 3:24                               |                                    |                                    |                                    |                                    |                                    |                                    |                                    |
| 38:14                              |                                          |                                    |                                    |                                    |                                    |                                    |                                    |                                    |                                    |

## Classement
| Pays                      | Meilleure position |
| ------------------------- | ------------------ |
| Suède (Sverigetopplistan) | 30                 |

## Crédits

### Groupe
- Papa Emeritus - chant
- The Nameless Ghouls - instruments : guitare soliste , guitare rythmique , basse , batterie , claviers

### Autres
- Producteur : Gene Walker
- Mixage, mastering : Jaime Gómez Arellano
- Enregistrement : Simon Söderberg
- Enregistrement additionnel : Joakim Kärling
- Artwork : Basilevs 254
- Design : Trident Arts